# Сергиевский уезд (Уфимское наместничество)
Се́ргиевский уе́зд — административно-территориальная единица, входившая в Оренбургскую область Уфимского наместничества Российской империи. Центр — город Сергиевск.
Уезд образован указом от 23 декабря 1781 года и существовал до декабря 1796 года.